# 帚枝香青
帚枝香青（学名：Anaphalis virgata）为菊科香青属的植物。分布于中亚、伊朗以及中国大陆的新疆、西藏等地，生长于海拔3,000米至4,000米的地区，目前尚未由人工引种栽培。